# 布雷达尔·褚其
布雷达尔·布雷迪·褚其（1970年11月14日—），阿尔巴尼亚政治家。2019年1月17日至2020年12月17日任阿尔巴尼亚农业农村发展部长。自2020年12月17日起，任阿尔巴尼亚内务部长。

## 个人经历
布雷达尔·褚其出生在地拉那的一个具有强烈爱国情感和进步思想的家庭中。1995年获得地拉那大学法学学士学位。1998获得哈瑟尔特大学管理硕士学位。他的儿子，艾丁(Endin)，目前正在地拉那大学学习法律。
1999至2005年，褚其曾担任地拉那地方法院院长、地方政府部法律和一体化司司长兼秘书长兼部长顾问、斯特拉斯堡欧洲委员会地方和区域民主委员会的阿尔巴尼亚政府代表、阿尔巴尼亚关于签署阿尔巴尼亚与欧洲联盟(EU)稳定与结盟协定的谈判小组成员、阿尔巴尼亚公共行政培训学院(ITAP)董事会成员。
2007年，褚其以阿尔巴尼亚社会党党员身份成为议员。
从2019年1月至2020年12月，他担任农业农村发展部长。
2020年12月16日，在杉达·莱莎辞职后，他被总理埃迪·拉玛任命为内务部长，此前该国因警察枪杀一名违反隔离宵禁的25岁男子而引发大规模抗议活动。
2021年7月9日，褚其与来访的英国内政大臣普丽蒂·帕特尔在地拉那签署了一项协议，同意英国驱逐无权进入英国的阿尔巴尼亚国民。